# بث إذاعي بتضمين السعة

إشارات مضمنة سعويًا (AM) ومضمنة تردديًا (FM) للبث الإذاعي AM والبث الإذاعي FM هما نوعان من التضمين (الترميز).

البث الإذاعي بتضمين السعة (بالإنجليزية: AM broadcasting)‏ هو تقنية من تقنيات البث الإذاعي، يوظف فيها تضمين السعة. وهذه هي الطريقة الأولى التي طُوِّرت لصنع الإرسالات الصوتية السمعية، ولا تزال تستخدم في جميع أنحاء العالم، ولا سيما الموجات المتوسطة (المعروفة أيضا باسم "نطاق AM")، ولكن أيضا على الموجات الراديوية ذات الموجات القصيرة والطويلة.
بدأت أولى عمليات الإرسال التجريبية لراديو AM في أوائل القرن العشرين. ومع ذلك، لم يطبق البث الإذاعي بتضمين السعة الواسع النطاق حتى عشرينيات القرن العشرين، في أعقاب تطور أجهزة الاستقبال والإرسال المعتمدة على الصمام المفرغ (الصمام الإلكتروني). ظلت إذاعة AM  هي الطريقة السائدة للبث على مدار الأعوام الثلاثين التالية، وهي فترة تسمى «العصر الذهبي للراديو»، حتى أصبح البث التلفزيوني واسع الانتشار في الخمسينيات وحصل على معظم البرامج التي كان ينقلها الراديو سابقًا. بعد ذلك، تقلصت جماهير راديو AM أيضًا إلى حد كبير بسبب المنافسة من البث الإذاعي بتضمين التردد (FM)، والبث الصوتي الرقمي (دي إيه بي)، وراديو الأقمار الصناعية، وراديو «إيتش دي» (رقمي)، والبث عبر الإنترنت.
تكون عمليات إرسال الإشارات المضمّنة السعة أكثر عرضة بكثير للتداخل من عمليات إرسال إف إم أو الإشارات الرقمية، وغالبًا ما تكون دقة الصوت فيها أقل. وبالتالي، يميل مذيعو الإذاعة بتضمين السعة إلى التخصص في صيغات الكلمة المنطوقة، مثل راديو المحادثة وجميع الأخبار والرياضة، ما يترك بث الموسيقى بشكل أساسي لمحطات إف إم والمحطات رقمية.

## المعلومات التقنية
تقنية البث الإذاعي بتضمين السعة أبسط من أنظمة الإرسال التي تلتها. يكتشف جهاز استقبال الإذاعة بتضمين السعة اختلافات المطال في موجات الراديو على تردد معين، ثم يضخّم التغييرات في جهد الإشارة لتشغيل مكبر صوت أو سماعة أذن. ومع ذلك، فإن بساطة إرسال الإشارات المضمّنة السعة تجعله أيضًا عرضة «للتداخل» (ضوضاء الراديو، تداخل التردد اللاسلكي) الناتج عن كل من النشاط الكهربائي الطبيعي في الغلاف الجوي مثل البرق، والمعدات الكهربائية والإلكترونية، بما في ذلك مصابيح الفلوريسنت، والمحركات، وأنظمة إشعال المركبات. في المراكز المدنية الكبيرة، يمكن أن تُعرقَل إشارات الراديو المضمّنة السعة بشكل كبير بسبب الهياكل المعدنية والمباني العالية. نتيجةً لذلك، تميل إذاعة بتضمين السعة إلى تحقيق المطلوب في المناطق التي لا تتوفر فيها ترددات إف إم، أو في المناطق ذات الكثافة السكانية المنخفضة أو المناطق الجبلية حيث تغطية إف إم ضعيفة. يجب توخي الحذر الشديد لتجنب التداخل المتبادل بين المحطات العاملة على نفس التردد. بشكل عام، يجب أن يكون إرسال الإشارات المضمّنة السعة أقوى بنحو 20 مرة من إشارة التداخل لتجنب انخفاض في الجودة، على عكس إشارات إف إم، حيث يعني «تأثير الأسر» (كبت الإشارة الأضعف) أن الإشارة المسيطرة تحتاج إلى أن تكون فقط ضعف قوة الإشارة المتداخلة.
لإتاحة المجال للمزيد من المحطات على نطاق بث الموجة المتوسطة في الولايات المتحدة، اعتمدت لجنة الاتصالات الفيدرالية (إف سي سي) في يونيو 1989 معيار اللجنة الوطنية لأنظمة الراديو «إن آر إس سي» التي حددت الحد الأقصى لعرض النطاق الترددي الصوتي المرسل حتى 10.2 كيلو هرتز، ما يحد من عرض النطاق المشغول إلى 20.4 كيلو هرتز. كان التحديد الصوتي السابق هو 15 كيلو هرتز ما أدى إلى عرض نطاق قدره 30 كيلو هرتز. هناك قيود أخرى شائعة على دقة AM وهي نتيجة لتصميم جهاز الاستقبال، على الرغم من بذل بعض الجهود لتحسين هذا الأمر، وخاصة من خلال معايير آماكس المعتمدة في الولايات المتحدة.

### ترددات نطاق البث
تستخدم عمليات البث الإذاعي بتضمين السعة على نطاقات تردد عديدة. يخضع توزيع هذه النطاقات لضوابط الراديو الخاصة بالاتحاد الدولي للاتصالات، وعلى الصعيد الوطني، لإدارة الاتصالات في كل بلد «لجنة الاتصالات الفيدرالية (إف سي سي) في الولايات المتحدة، على سبيل المثال» الخاضعة للاتفاقيات الدولية.
نطاقات التردد الواردة هنا هي تلك المخصصة للمحطات. بسبب عرض النطاق الترددي المشغول بالنطاقات الجانبية، يكون النطاق المخصص للنطاق ككل عادة نحو 5 كيلو هرتز على كلا الجانبين.

#### البث بالموجة الطويلة
تخصص محطات بث الموجة الطويلة (المعروفة أيضًا بالتردد المنخفض (إل إف)) (148.5-283.5 كيلو هرتز) في هذا النطاق بترددات إرسال في المدى من 153 إلى 279 كيلو هرتز، وتحافظ عمومًا على فسحات ترددية 9 كيلو هرتز. توجد تخصيصات الموجة الطويلة للبث فقط في المنطقة 1 من مناطق الاتحاد الدولي للاتصالات (أوروبا، وأفريقيا، وشمال آسيا ووسطها)، ولا تُخصص في أي مكان آخر. تبلغ التغطية الفردية للمحطات بمسافات تقاس بمئات الكيلومترات، ولكن لا يوجد سوى عدد محدود جدًا من منافذ البث متاح.
أُجريت معظم التجارب الإذاعية الأولى على ترددات الموجات الطويلة، إلا أن الشكاوى المتعلقة بالتداخل مع الخدمات الموجودة، وخاصة العسكرية، أدت إلى انتقال معظم خدمات البث إلى ترددات أعلى.

#### البث بالموجة المتوسطة
الموجة المتوسطة (تُعرف أيضًا بالتردد المتوسط (إم إف))، وهي إلى حد بعيد نطاق البث AM  الأكثر استخدامًا. في المنطقتين 1 و3 من مناطق الاتحاد الدولي للاتصالات، تعمل ترددات الإرسال من 531 إلى 1602 كيلو هرتز، وبفسحات ترددية 9 كيلو هرتز (526.5-1606.5 كيلو هرتز)، وفي المنطقة 2 (الأمريكتين)، تتراوح ترددات الإرسال من 530 إلى 1700 كيلو هرتز، باستخدام فسحات ترددية 10 كيلو هرتز (525-1705 كيلو هرتز)، بما في ذلك نطاق إذاعة AM  الموسع للاتحاد الدولي للاتصالات، المرخص به في المنطقة 2، بين 1605 و1705 كيلو هرتز، وكان يستخدم سابقًا لراديو الشرطة.

#### البث بالموجة القصيرة
تتراوح إرسالات الموجات القصيرة (المعروفة أيضًا باسم التردد العالي (إتش إف)) من 2.3 إلى 26.1 ميغا هرتز مقسمة إلى 14 نطاق بث. تستخدم عمليات البث بالموجة القصيرة عادةً فسحات قنوات ضيقة 5 كيلو هرتز. تستخدم الموجة القصيرة للخدمات الصوتية المراد سماعها (إرسالها) على مسافات كبيرة من محطة الإرسال. يأتي المدى الطويل للبث بالموجة القصيرة على حساب دقة الصوت المنخفضة.
تستخدم معظم خدمات البث إرسال AM ، على الرغم من أن بعضها يستخدم نسخة معدلة من AM مثل التضمين بنطاق جانبي فردي (إس إس بي) أو إصدار AM  متوافق مع (إس إس بي) مثل ««إس إس بي» مع حوامل معاد إدخالها».

#### بث AM  باستخدام التردد العالي جدًا (ڤي إتش إف)
ابتداءً من منتصف الثلاثينيات، قيّمت الولايات المتحدة الخيارات الخاصة بإنشاء محطات البث باستخدام ترددات إرسال أعلى بكثير. في أكتوبر 1937، أعلنت لجنة الاتصالات الفيدرالية (إف سي سي) عن نطاق ثانٍ من محطات AM، يتألف من 75 قناة تمتد من 41.02 إلى 43.98 ميغا هرتز، والتي سُميت بشكل غير رسمي «آبيكس».
كان الفسحات الترددية 40 كيلو هرتز بين الترددات المتجاورة أربعة أضعاف الفسحة الترددية بالنسبة للفسحات الترددية 10 كيلو هرتز المستخدمة في نطاق البث AM  القياسي، ما قلل تداخل الترددات المتجاورة، وقدم المزيد من عرض النطاق الترددي للبرمجة عالية الدقة. ومع ذلك، أُلغي العمل بهذا النطاق اعتبارًا من 1 يناير 1941، بعد أن قررت لجنة الاتصالات الفيدرالية (إف سي سي) أن إنشاء نطاق من محطات إف إم هو الأفضل.

### طرق التوزيع الأخرى
مع حلول منتصف ثلاثينيات القرن العشرين، وبدءًا من «شبكة براون» في جامعة براون في بروفيدنس، رود آيلاند، طُورت طريقة بث منخفضة الطاقة تعرف باسم التيار الحامل، واعتمدت في الغالب في الجامعات الأمريكية. في هذا النهج، تُوزع إشارات البث AM عبر خطوط الطاقة الكهربائية، والتي تشع إشارة يمكن استقبالها على مسافة قصيرة من الخطوط. في سويسرا، كان النظام المعروف باسم «البث السلكي» (تيلفونروندشبروخ باللغة الألمانية) ينقل إشارات AM عبر خطوط الهاتف في نطاق الموجة الطويلة حتى عام 1998، حين أُلغي. في المملكة المتحدة، كانت «ريديفوجن» رائدة في مجال توزيع AM  عبر كابلات الراديو.